# Aşağıdalören
Aşağıdalören (kurd. Aşağıbiligan oder Bilgana Jêrîn) ist ein Dorf im Landkreis Diyadin der osttürkischen Provinz Ağrı mit 191 Einwohnern (Stand: Ende 2024). Aşağıdalören liegt in Ostanatolien auf 2.089 m über dem Meeresspiegel, 15 km südlich von Diyadin.
Im Jahre 2000 wohnten in Aşağıdalören 280 Menschen und im Jahr 2008 insgesamt 295 und 2009 noch 277.
Der kurdische Ortsname ist in der Form Aşağıbiligan beim Katasteramt verzeichnet.
Aşağıdalören verfügt über eine Grundschule. Im Jahre 2008 wurde eine fünf Jahre währende Blutrache, die ein Menschenleben forderte beendet.